# Sommerwind (Vanessa-Mai-Lied)
Sommerwind ist ein Lied der deutschen Popschlager-Sängerin Vanessa Mai. Das Stück erschien im September 2020 als erste Singleauskopplung aus ihrem siebten Studioalbum Mai Tai.

## Entstehung und Artwork
Sommerwind wurde von Vanessa Mai gemeinsam mit den Koautoren Christoph und Daniel Cronauer sowie Matthias Zürkler (B-Case) geschrieben. Das Quartett schrieb bereits in dieser Konstellation einige Titel für Mais vorangegangenes Studioalbum Für immer. Die Instrumentation sowie die Produktion erfolgte durch die Zusammenarbeit von B-Case und Chris Cronauer. B-Case produzierte bereits einige Titel auf dem Album Für immer, dort allerdings in Zusammenarbeit mit Chris’ Bruder Daniel. Während er das Akkordeon, den Bass, das Schlagzeug und den Synthesizer einspielte, war Cronauer für das Einspielen der Gitarre zuständig. Die Abmischung und das Mastering erfolgten unter der Leitung des Bonner Musikproduzenten Manuel Reuter (Manian).
Auf dem Frontcover der Single ist lediglich Mai zu sehen. Sie trägt einen roten Monokini sowie einen hellen Sarong mit Blumenmuster. Das Coverbild zeigt sie ab den Knien aufwärts vor dem Hintergrund eines Gartens. Das Fotoshooting erfolgte mit dem Dreh des dazugehörigen Musikvideos, bei dem sie das Outfit auch vor derselben Kulisse trägt. Die Fotografie stammt von Anelia Janeva, das Artwork entstand durch Dangerous Berlin. Das Bild ist zudem Teil des Begleitheftes ihres Albums Mai Tai.

## Veröffentlichung und Promotion
Die Erstveröffentlichung von Sommerwind erfolgte als Download und Streaming am 11. September 2020. Die Veröffentlichung erfolgte als Einzeltrack durch das Musiklabel Ariola, der Vertrieb erfolgte durch Sony Music. Verlegt wurde das Lied durch AFM Publishing, Budde Music, Edition Djorkaeff-Beatzarre, Edition Teamscore, Edition Vanessa Mai und Fisherman Songs. Am 26. März 2021 erschien das Lied als Teil von Mais siebten Studioalbum Mai Tai.
Um das Lied zu bewerben, veröffentlichte Mai in den Tagen vor der Veröffentlichung diverse Hinweise und Teaser auf ihren Social-Media-Kanälen. Als wiederkehrendes Element hob sich dabei ein Cocktail-Emoji hervor. Den ersten Beitrag hierzu setzte sie am 5. September 2020 mit den Worten „11-09-20“ und dem Cocktail-Emoji ab. Einen Tag später setzte sie einen Beitrag mit den Worten „Überraschung!! Der 1. Song aus meinem 7. Album erscheint am kommenden Donnerstag um 23:59 Uhr“ ab. Dazu lud sie erstmals das offizielle Frontcover der Single hoch. Ab dem 8. September 2020 konnte man die Single vorbestellen.

## Inhalt
| „Sag, spürst du die Magie? Obwohl wir uns nicht kenn’n. Entführ’ dich in die Ferne. Wo der Sommerwind uns trägt. Wir werden Eins zum Beat. Verlier’n uns in den Well’n. Das Feeling deiner Wärme. Lass ich nie wieder geh’n.“ – Refrain, Originalauszug | Der Liedtext zu Sommerwind ist in deutscher Sprache verfasst. Die Musik und der Text wurden gemeinsam vom Brüderpaar Christoph und Daniel Cronauer sowie von B-Case und Vanessa Mai geschrieben beziehungsweise komponiert. Musikalisch bewegt sich das Lied im Bereich der Popmusik, stilistisch im Bereich des Popschlager. Das Tempo beträgt 122 Schläge pro Minute. Die Tonart ist g-Moll. Inhaltlich geht es im Lied um einen Urlaubsflirt, wobei sich die Protagonistin unter anderem die Frage stellt, ob es nur für den Augenblick, eine Nacht oder den Rest ihres Lebens hält. Obwohl sich die Protagonisten nicht kennen scheinen („Obwohl wir uns nicht kenn’n“), fühlt es sich für eine Person als etwas magisches an („Sag, spürst du die Magie?“), dessen Leichtigkeit sie unter anderem mit einem Sommerwind vergleicht („Wo der Sommerwind uns trägt“). Sie singt davon, diese Erfahrung eines körperlichen Urlaubsflirtes („Wir werden Eins zum Beat. Verlier’n uns in den Well’n.“) nie vergessen zu wollen („Lass ich nie wieder geh’n“). Aufgebaut ist das Lied auf zwei Strophen und einem Refrain. Das Lied beginnt mit der ersten, sechszeiligen, Strophe. Auf die erste Strophe folgt zunächst ein sogenannter „Pre-Chorus“, der sich aus zwei Zeilen zusammensetzt, ehe der eigentliche Refrain folgt. Der Refrain endet mit dem sogenannten „Post-Chorus“, der wie die Einleitung aus zwei Zeilen besteht. Der gleiche Vorgang wiederholt sich mit der zweiten Strophe, ehe das Lied mit dem sich wiederholenden dritten Refrain endet, wobei hierbei auf den „Pre-Chorus“ verzichtet wird. |

## Musikvideo
Das Musikvideo zu Sommerwind wurde in der Parkanlage Gärten der Welt und in einer Villa in Berlin gedreht und feierte seine Premiere am 10. September 2020 auf der Videoplattform YouTube. Es zeigt Mai, die das Lied an verschiedenen Schauplätzen in der Parkanlage oder der Villa singt und sich teilweise dazu bewegt. Man sieht sie unter anderem in einer Gartenlounge oder in einem Schwimmbecken. Zwischendrin sind Naturimpressionen und ein sich küssendes Pärchen an einem Strand zu sehen. Die Gesamtlänge des Videos beträgt 2:35 Minuten. Regie führte wie schon bei den vorangegangenen Singles Hast du jemals, Der Himmel reißt auf und Highlight (No puedo estar sin ti) erneut der Mannheimer Mikis Fontagnier von der Famefabrik. Bis Oktober 2024 zählte das Musikvideo über 4,1 Millionen Aufrufe bei YouTube.

## Mitwirkende
| Liedproduktion - Christoph Cronauer: Gitarre, Komponist, Liedtexter, Musikproduzent - Daniel Cronauer: Komponist, Liedtexter - Vanessa Mai: Gesang, Komponist, Liedtexter - Manuel Reuter (Manian): Abmischung, Mastering - Matthias Zürkler (B-Case): Akkordeon, Bass, Komponist, Liedtexter, Musikproduzent, Schlagzeug, Synthesizer Musikvideo - Sunny Bizness: Filmaufnahmeleitung, Filmproduzent - Mikis Fontagnier: Filmeditor, Postproduktion, Regisseur - Anelia Janeva: Schminke, Styling - Misha: Licht-Assistenz - Malte Siepen: Oberbeleuchter | Artwork (Cover) - Anelia Janeva: Fotograf Unternehmen - AFM Publishing: Verlag - Ariola: Musiklabel - Budde Music: Verlag - Dangerous Berlin: Artwork (Cover) - Edition Djorkaeff-Beatzarre: Verlag - Edition Teamscore: Verlag - Edition Vanessa Mai: Verlag - Fisherman Songs: Verlag - MG Video: Kamera (Musikvideo) - Sony Music: Vertrieb |

## Rezensionen
Laut GfK Entertainment war Sommerwind der „beliebteste Schlagertitel“ zwischen dem 11. September und dem 13. September 2020 und wurde dafür am 14. September 2020 zum „Song des Tages“ gekürt.
Auf dem deutschsprachigen Webportal echo24.de ist der Rezensent der Meinung, dass Sommerwind besonders sei. Das Lied würde sich nach „Sommer pur!“ anhören. Gerade, als die Meteorologen wieder steigende Temperaturen ankündigen, beweise Mai ein „goldenes Händchen“ und veröffentliche den passenden „Gute-Laune-Song“. Das Stück zeichne sich durch eine einprägsame Melodie, ein Rhythmus, der zum Tanzen anrege und romantische Zeilen, die im Kopf blieben, aus.
Georg Hagmeier von SWR4 ist der Meinung, dass das Lied einen in Urlaubsstimmung versetze. Sommerwind würde nach „Nordsee, Mittelmeer und Karibik zugleich“ klingen.
Dominik Lippe von laut.de bewertete das Album Mai Tai mit zwei von fünf Sternen. Sommerwind beschrieb er während seiner Rezension als „selbstreferentielle Gebrauchsanweisung“ für kommende Strandpartys.
Matthias Reichel von cdstarts.de bewertete Mai Tai mit 5,5 von zehn Punkten. Während seiner Rezension war er unter anderem der Meinung, dass das Album – mit seinem ersten Titel Sommerwind – die „Frühlingssaison“ mit einer „leichten Brise“ Pop eröffne. Reichel hob letztendlich Sommerwind als einen von fünf „Anspieltipps“ hervor.

## Chartplatzierungen
Sommerwind verfehlte den Einstieg in die offiziellen Singlecharts, platzierte sich jedoch auf Rang 20 der deutschen Single-Trend-Charts. In den deutschen Konservativ Pop Airplaycharts belegte das Lied Rang zwei und musste sich lediglich Schlaflos von Kerstin Ott geschlagen geben. Darüber hinaus platzierte sich die Single auf Rang drei der deutschen Downloadcharts. 2020 belegte das Lied Rang 46 der deutschen Konservativ Pop Airplay-Jahrescharts.